# شان راین (شناگر)
شان راین (به انگلیسی: Sean Ryan) زادهٔ  اوت ۱۳, ۱۹۹۲ (۳۲ سال)) شناگر اهل ایالات متحده آمریکا است.